# 邸东东
邸东东（1993年12月29日—），辽宁辽阳人，是中国残疾人田径运动员。2015年以来，邸三入残奥，累计获得2金1银2铜。

## 生平
邸东东1993年生于辽宁辽阳，幼年父母见背。他6岁时患上青光眼，9岁玩球时因不慎遭球击中左眼，造成视网膜脱落，是为一级残疾。因少时“好动、爆发力好”，邸于2013年入选辽宁省残疾人田径队，练习短跑项目，残疾等级T11（最高视障等级）。
2016年里约残奥会，邸东东参加100米跑、200米跑和4×100米T11-13级接力（同赛选手孙启超、刘卫、陈明宇）比赛。他在200米跑预赛即告出局，100米跑屈居殿軍。而在4×100米接力赛中，他与其他三人以43秒05的成绩获得亚军。赛后，他开始练习跳远。2018年亚残运会，他在跳远比赛跳出6.55米，夺得金牌，另在100米、200米跑和400米跑获得两金一铜。
2021年，邸东东在东京残奥会男子跳远T11级比赛以6米47夺得个人首金，另在男子100米跑项目以11秒03排名第三，逊于希腊运动员阿萨纳西奥斯·加韦拉斯（冠）和法国运动员蒂莫西·阿道夫（亚）。赛后，邸东东及其领跑员均获提名劳动模范。
2023年世锦赛，邸在男子跳远T11级比赛再获金牌。同年亚残运会，其以6.65米刷新男子跳远T11级亚洲纪录，蝉联亚残会冠军。另获得两枚短跑金牌。次年巴黎残奥会，其以6.85米刷新男子跳远T11级世界纪录，成功卫冕。赛后，其与游泳运动员蒋裕燕共同被指定为闭幕式入场旗手。